# Liste des circonscriptions législatives du Rhône
Le département français du Rhône est, sous la Cinquième République, constitué de dix puis treize circonscriptions législatives de 1958 à 1986, puis de quatorze circonscriptions depuis le redécoupage de 1986, ce nombre étant maintenu lors du redécoupage de 2010, entré en application à compter des élections législatives de 2012. Leurs limites ont été redéfinies à cette occasion. Ce découpage n'a pas évolué à la suite de la création de la métropole de Lyon le 1er janvier 2015 et à la suppression des cantons situés dans son périmètre, et couvre donc les deux collectivités existantes.

## Présentation
Par ordonnance du 13 octobre 1958 relative à l'élection des députés à l'Assemblée nationale, le département du Rhône est d'abord constitué de dix circonscriptions électorales. En 1972, 3 circonscriptions supplémentaires sont créées.
Lors des élections législatives de 1986 qui se sont déroulées selon un mode de scrutin proportionnel à un seul tour par listes départementales, le nombre de sièges du Rhône a été porté de dix à quatorze.
Le retour à un mode de scrutin uninominal majoritaire à deux tours en vue des élections législatives suivantes, a maintenu ce nombre de quatorze sièges,, selon un nouveau découpage électoral.
Le redécoupage des circonscriptions législatives réalisé en 2010 et entrant en application à compter des élections législatives de juin 2012, a modifié la répartition des circonscriptions du Rhône, maintenant le nombre de quatorze.

## Composition des circonscriptions

### Composition des circonscriptions de 1958 à 1986
À compter de 1958, le département du Rhône comprend dix circonscriptions, puis treize à partir de 1972.
- 1re circonscription : cantons de Lyon 1 et Lyon 12[9], soit une partie du 2e arrondissement et du 7e arrondissement.
- 2e circonscription : cantons de Lyon 2, Lyon 5 et Lyon 6.
- 3e circonscription : cantons de Lyon 3 et Lyon 4 (1er et 4e arrondissements dans leur intégralité).
- 4e circonscription : cantons de Lyon 7, Lyon 8 et Lyon 11.
- 5e circonscription : cantons de Lyon 9
- 6e circonscription : commune de Villeurbanne.
- 7e circonscription : cantons de Limonest, Neuville et Rillieux.
- 8e circonscription : cantons de l'Arbresle, Condrieu, Givors, Mornant, Saint Symphorien sur Coise et Vaugneray.
- 9e circonscription : Tarare.
- 10e circonscription : Villefranche-sur-Saône.
- 11e circonscription (créée en 1972) : cantons de Saint Symphorien d'Ozon, commune de Saint-Fons et Vénissieux.
- 12e circonscription (créée en 1972) : canton de Saint Genis Laval. Communes de Tassin et Francheville.
- 13e circonscription (créée en 1972) : canton de Meyzieu. Communes de Bron et

### Composition des circonscriptions de 1988 à 2012
À compter du découpage de 1986, le département du Rhône comprend quatorze circonscriptions regroupant les cantons suivants :
- 1re circonscription : Lyon-I (partie située au sud d'une ligne définie par la voie ferrée de Paris à Marseille), Lyon-V (partie située au sud ouest d'une ligne définie par l'axe des voies ci après : rue Marietton, grande-rue de Vaise, rue Saint-Pierre-de-Vaise, boulevard Antoine-de-Saint-Exupéry, montée de l'Observance), Lyon-VI, Lyon-XIII (partie située à l'ouest d'une ligne définie par l'axe des voies ci-après : avenue Berthelot à partir de la place du 11 novembre 1918, rue Paul-Cazeneuve et avenue Francis-de-Pressensé).
- 2e circonscription : Lyon-I (partie non comprise dans la 1re circonscription), Lyon-II, Lyon-III, Lyon-IV, Lyon-V (partie non comprise dans la 1re circonscription).
- 3e circonscription : Lyon-IX, Lyon-X, Lyon-XII (partie située à l'ouest d'une ligne définie par l'axe des voies ci-après : rue Feuillat, rue Maryse-Bastié, avenue Paul-Santy, passage Comtois, avenue Général-Frère), Lyon-XIII (partie non comprise dans la 1re circonscription).
- 4e circonscription : Lyon-VII, Lyon-VIII, Lyon-XI, Lyon-XII (partie non comprise dans la 3e circonscription).
- 5e circonscription : Caluire-et-Cuire, Neuville-sur-Saône, communes de Champagne-au-Mont-d'Or, Collonges-au-Mont-d'Or, Écully, Saint-Cyr-au-Mont-d'Or, Saint-Didier-au-Mont-d'Or.
- 6e circonscription : Villeurbanne-Centre, Villeurbanne-Nord, Villeurbanne-Sud.
- 7e circonscription : Bron, Rillieux-la-Pape, Vaulx-en-Velin.
- 8e circonscription : Amplepuis, L'Arbresle, Le Bois-d'Oingt, Lamure-sur-Azergues, Limonest (sauf communes de Champagne-au-Mont-d'Or, Collonges-au-Mont-d'Or, Écully, Saint-Cyr-au-Mont-d'Or, Saint-Didier-au-Mont-d'Or), Tarare, Thizy.
- 9e circonscription : Anse, Beaujeu, Belleville, Monsols, Villefranche-sur-Saône.
- 10e circonscription : Saint-Genis-Laval, Saint-Laurent-de-Chamousset, Saint-Symphorien-sur-Coise, Vaugneray, commune de Dardilly.
- 11e circonscription : Condrieu, Givors, Mornant, Saint-Symphorien-d'Ozon.
- 12e circonscription : Irigny, Oullins, Sainte-Foy-lès-Lyon, Tassin-la-Demi-Lune.
- 13e circonscription : Décines-Charpieu, Meyzieu, Saint-Priest.
- 14e circonscription : Saint-Fons, Vénissieux-Nord, Vénissieux-Sud.

### Composition des circonscriptions à compter de 2012
Depuis le nouveau découpage électoral, le département comprend quatorze circonscriptions regroupant les cantons suivants :
- 1re circonscription : Lyon-I (partie située au sud d'une ligne définie par la voie ferrée de Paris à Marseille), Lyon-IV (partie située au sud-ouest d'une ligne définie par l'axe des voies ci-après : rue Marietton, grande-rue de Vaise, rue Saint-Pierre-de-Vaise, boulevard Antoine-de-Saint-Exupéry, montée de l'Observance), Lyon-V, Lyon-X (partie située au sud d'une ligne définie par la voie ferrée de Paris à Marseille), Lyon-XII (partie située au sud d'une ligne définie par l'axe de la rue Marius Berliet et à l'ouest d'une ligne définie par l'axe des voies ci-après : avenue Berthelot à partir de la place du 11-Novembre-1918, rue Paul-Cazeneuve et avenue Francis-de-Pressensé)
- 2e circonscription : Lyon-I (partie non comprise dans la 1re circonscription), Lyon-II, Lyon-III, Lyon-IV (partie non comprise dans la 1re circonscription)
- 3e circonscription : Lyon-VIII, Lyon-IX, Lyon-X (partie non comprise dans la 1re circonscription), Lyon-XII (partie non comprise dans la 1re circonscription), Lyon-XIV (partie située à l'ouest d'une ligne définie par l'axe des voies ci-après : rue Feuillat, rue Maryse-Bastié, avenue Paul-Santy, passage Comtois et avenue du Général-Frère)
- 4e circonscription : Lyon-VI, Lyon-VII, Lyon-XI, Lyon-XIII, Lyon-XIV (partie non comprise dans la 3e circonscription)
- 5e circonscription : Caluire-et-Cuire, Limonest, Neuville-sur-Saône
- 6e circonscription : Villeurbanne-Centre, Villeurbanne-Nord, Villeurbanne-Sud
- 7e circonscription : Bron, Rillieux-la-Pape, Vaulx-en-Velin, Sathonay-Village, Sathonay-Camp
- 8e circonscription : Amplepuis, L'Arbresle, Le Bois-d'Oingt, Lamure-sur-Azergues, Tarare, Thizy, communes de Champagne-au-Mont-d'Or, Dardilly, Écully
- 9e circonscription : Anse, Beaujeu, Belleville, Monsols, Villefranche-sur-Saône
- 10e circonscription : Saint-Genis-Laval, Saint-Laurent-de-Chamousset, Saint-Symphorien-sur-Coise, Vaugneray
- 11e circonscription : Condrieu, Givors, Mornant, Saint-Symphorien-d'Ozon
- 12e circonscription : Irigny, Oullins, Sainte-Foy-lès-Lyon, Tassin-la-Demi-Lune
- 13e circonscription : Décines-Charpieu, Meyzieu, commune de Saint-Priest (partie située à l'est d'une ligne définie par les voies ci-après : autoroute A43, rue de l'Aviation, avenue Hélène-Boucher, avenue Salvador-Allende, rue Alfred-de-Vigny, avenue Jean-Jaurès, boulevard Frédéric-Reymond, montée de la Carnière, rue du Grisard, rue Jules-Verne, autoroute A46 vers Heyrieux)
- 14e circonscription : Saint-Fons, Vénissieux-Nord, Vénissieux-Sud, Saint-Priest (partie non comprise dans la 13e circonscription)